# Angelo Mai
Angelo Mai, italijanski rimskokatoliški duhovnik, škof in kardinal, * 7. marec 1782, Schilpario, † 9. september 1854, Castel Gandolfo.

## Življenjepis
Leta 1808 je prejel duhovniško posvečenje.
19. maja 1838 je bil povzdignjen v kardinala in pectore
12. februarja 1838 je bil razglašen za kardinala-duhovnika pri S. Anastasia.
Leta 1851 je bil imenovan za prefekta Zbora Rimske kurije in 27. junija 1853 za knjižničarja Vatikanske knjižnice.